# Acueductos romanos de Toledo
Existen restos de dos acueductos romanos que abastecían a la ciudad romana de Toletum (actual Toledo ) en Castilla-La Mancha, España. La infraestructura transportaba agua desde diversas fuentes con el depósito principal situado entre Sonseca y Mazarambroz, al sur de la ciudad, en La Sisla.

## Historia
Los romanos conquistaron Toletum en el año 193 a. C. Los acueductos son difíciles de datar con exactitud. Parece que fueron construidos en el siglo I o II d. C.

## Restos
En Mazarambroz hay una presa romana en ruinas, conocida como Alcantarilla, sobre el Guajaraz, un afluente del Tajo. Desde Mazarambroz el agua se transportaba vía Layos (donde hay una presa moderna en el Guajaraz).

### Horno de vidrio
En el tramo final del acueducto aún se conserva una torre conocida popularmente como el Horno de Vidrio, que actuaba como una torre de caída de presión. A diferencia de otras estructuras similares utilizadas por los romanos para aprovechar la energía hidráulica en molinos, esta torre tenía la función de disipar la energía del agua. El líquido entraba por una arcada y, gracias a la forma de la torre, se conseguía reducir la pendiente del acueducto en su camino hacia Toledo, permitiendo que perdiera altura sin necesidad de un desnivel demasiado pronunciado.

### Puente del acueducto
Sólo se conserva la base del puente del acueducto por el que entraba el agua a Toledo. Desde su posición sobre la garganta del Tajo, se ha sugerido que los romanos usaban un sifón invertido para llevar el agua a la ciudad. Se sabe que dicha tecnología se utilizó en otras partes de la península ibérica, por ejemplo en Cádiz, aunque no está evidenciada directamente en Toledo.

### Conservación
Los restos del sistema hidráulico están parcialmente protegidos por una declaración de patrimonio (Bien de Interés Cultural).